# Tseten Dolma
Tseten Dolma (tibetano: ཚེ་བརྟན་སྒྲོལ་མ།; IPA: t͡sétɛ̃ ɖø ̀ːma; pinyin tibetano: Cêdain Zhoima; Wylie: tshe brtan sgrol ma. cinese semplificato: 才旦卓玛; pinyin: Cáidàn Zhuōmǎ; Shigatse, 1º agosto 1937) è una cantante e soprano tibetana.

## Biografia e carriera
Nata da una famiglia di servi, Tsetun subì l'influenza della musica folk tibetana sin da giovane età, grazie all'usanza in Tibet di tramandare racconti e storie in modo orale attraverso canzoni. Si esibì per la prima volta su un palco nel 1956.
Nel 1958 iniziò a studiare al Conservatorio di Musica di Shanghai, dove fu allieva del professore di musica Wang Pinsu. Dagli anni '60 iniziò ad interpretare vari ruoli nel ramo tibetano dell'Associazione dei Musicisti Cinesi, di cui fu anche presidentessa, direttrice e vice-presidentessa, oltre che vice-segretaria del Bureau degli Affari Culturali della Regione Autonoma del Tibet.

## Opere degne di nota
- On the Golden Mountain of Beijing (《在北京的金山上》)
- Emancipated Serfs Sing Proudly (《翻身农奴把歌唱》)
- Flying goose (《远飞的大雁》)
- Heart Song (《唱起心中的歌》)
- Happy Songs (《幸福的歌声》)
- Spring Wind Waves in My Heart (《春风在心中荡漾》)
- Lhobas are Flying High (《珞巴展翅飞翔》)